# L'arbitro (rivista)
L'Arbitro è un mensile italiano dedicato agli arbitri tesserati dall'AIA.

## Storia
La rivista nasce a Milano nel 1924 per iniziativa del Presidente dell'Associazione Italiana Arbitri, l'avvocato Giovanni Mauro, e rimase attiva per 4 anni consecutivi.
Sospese le pubblicazioni nel 1927 a seguito dei notevoli cambiamenti che portarono alla trasformazione dell'A.I.A. in C.I.T.A. (Comitato Italiano Tecnico Arbitrale). Riprese le pubblicazioni nel 1930 cambiando veste grafica (poco più grande della metà di un foglio di carta formato A4) e sospese le pubblicazioni poco dopo la fine del Campionato mondiale di calcio 1934. 
Riprese le pubblicazioni dopo la fine del conflitto mondiale solo nel 1947 cambiando ulteriormente il formato introducendo la stampa in policromia.
L'ultima edizione ulteriormente rinnovata fu edita a Roma nel 1989, dal Presidente Nazionale dell'Associazione Italiana Arbitri.

## Struttura editoriale
La rivista in ogni pubblicazione ha diverse categorie. Ognuna inerente all'arbitraggio italiano.

## Distribuzione
La rivista è disponibile in abbonamento gratuito esclusivamente ai tesserati AIA (a cui viene spedita direttamente a casa), inoltre viene inviata anche alle Società di calcio, allenatori, Leghe, Dirigenti sportivi e giornalisti ed è disponibile in download sul sito dell'Associazione Italiana Arbitri.